# Valdiodio N'diaye
Pour les articles homonymes, voir N'Diaye.
Maître Valdiodio N'diaye (ou Waldiodio Ndiaye), né le 7 avril 1923 à Rufisque et mort le 5 mai 1984 à Dakar, est un avocat et homme politique sénégalais, plusieurs fois ministre, également maire de Kaolack.
Il se distingue aux yeux des Africains en affrontant le général de Gaulle en 1958. Puis son destin bascule pendant la crise politique de décembre 1962 lorsque, sous la présidence de Léopold Sédar Senghor, il est accusé de « tentative de coup d'État », aux côtés de Mamadou Dia.

## Biographie

### Jeunesse et études
Valdiodio Ndiaye est né le 7 avril 1923 à Rufisque. Il est le fils de Linguère Adiaratou Sira M’Bodj, issue des sérères Guelwar du Sine-Saloum et de Samba-Langar N’Diaye, prince du Royaume du Saloum. Il passe son enfance à Kaolack où il est inscrit à l’école primaire puis il fait ses études secondaires au lycée Faidherbe de Saint-Louis. Dès sa naissance, grâce à la loi des Quatre Communes, il est citoyen français. Il n’obtient pas de sursis pour son service militaire et doit passer son baccalauréat en candidat libre ; il sort major des épreuves. Dans sa promotion, on compte de grandes figures de l’histoire du Sénégal tel que Cheikh Anta Diop ou encore Birago Diop.
En 1947, il obtient une bourse pour des études dentaires, mais afin de suivre ses propres aspirations, il s’inscrit en droit et en philosophie à l'université de Montpellier. En janvier 1951 il soutient une thèse intitulée La notion de citoyenneté dans l'Union française qui lui vaut la mention très bien avec les éloges du jury et devient docteur en droit. Malgré les recommandations de ses professeurs, il n’obtient pas de bourse pour s’inscrire au concours de l’agrégation. Il revient donc au Sénégal et épouse Claire Onrozat, rencontrée à l'université de Montpellier, avec qui il aura quatre enfants.

### Carrière politique
Il s’installe à Kaolack comme avocat en 1951 puis il est élu conseiller territorial en 1952 (mandat reconduit en 1957). Sur le plan politique, il occupe d'importantes fonctions au Bloc démocratique sénégalais (BDS) et à l'Union progressiste sénégalaise (UPS). En 1957, avec la loi-cadre, il devient ministre de l’Intérieur du premier gouvernement du Sénégal (non indépendant). Il assume, de septembre 1958 à mai 1959, cumulativement les fonctions de ministre de l’Intérieur, ministre de l’Éducation nationale ainsi que l’intérim de la présidence du Conseil.
Le 26 août 1958, il prononce un discours mémorable adressé au général de Gaulle à la veille du référendum du 28 septembre 1958. Il prononce notamment cette phrase, promue au rang de slogan : « Nous disons indépendance, unité africaine et confédération ». Lors de son discours, il exprime l’aspiration de nombreux peuples d’Afrique : « (…) Il ne peut y avoir aucune hésitation, la politique du Sénégal, clairement définie, s’est fixé trois objectifs qui sont dans l’ordre où elle veut les atteindre : l’indépendance, l’unité africaine et la confédération (…) Les avant-projets constitutionnels ne nous laissent pas sans inquiétude (…) Demain, tous les « oui » ne comporteront pas une renonciation délibérée à l’indépendance et tous les « non » ne traduiront pas une volonté de rupture complète. Il y a là une possibilité de malentendu, aussi grave dans l’un ou l’autre cas. Le Gouvernement du Sénégal ne se prononcera que lorsqu’il aura connaissance du texte définitif ». Son discours est suivi immédiatement d'une allocution du général dans laquelle il répond notamment : « S'ils veulent l'indépendance, qu'ils la prennent ».
Le 15 mai 1960 il est élu Maire de Kaolack. Il se passionne pour la Fédération des Villes Jumelées qu’il préside ; Kaolack est alors jumelée avec Narbonne (France), Aoste (Italie), Gelsenkirchen (Allemagne), Haïfa (Israël) et Le Locle (Suisse). Grâce à ces échanges, il construit des infrastructures importantes (routes, bâtiments administratifs, éclairage). Il est l'un des architectes de la réforme administrative qui supprime les pouvoirs féodaux (lui qui était pourtant issu du milieu princier traditionnel).
Le 4 avril 1961, il lui reviendra l’honneur de débaptiser la place Protet pour en faire la place de l’Indépendance. Il est nommé ministre des Finances en novembre 1962, un mois avant la crise politique de décembre 1962.

### Crise politique de décembre 1962
Alors que le président du Conseil, Mamadou Dia, incarne le sommet de l’État dans un régime parlementaire bicéphale de type quatrième République (la politique économique et intérieure pour lui, la politique extérieure pour le Président de la République), ses relations avec Léopold Sédar Senghor s’enveniment peu à peu. Le conflit repose essentiellement sur la politique économique du gouvernement et le sort à réserver aux députés « affairistes » ayant commis de nombreux abus. Ces députés s’étaient octroyés, des augmentations de salaire, avaient pris des crédits dans des banques (qu’ils ne remboursaient pas) et des actions dans des sociétés anonymes, directement ou par l’intermédiaire de leurs femmes ou de leurs enfants. Tout ceci était contraire à la ligne politique du parti. Mamadou Dia leur demanda à plusieurs reprises de rembourser leurs crédits et de rendre leurs actions, mais en vain.
De plus, le 8 décembre 1962, le président du Conseil, Mamadou Dia, prononce un discours sur « les politiques de développement et les diverses voies africaines du socialisme » à Dakar ; il prône le « rejet révolutionnaire des anciennes structures » et une « mutation totale qui substitue à la société coloniale et à l’économie de traite une société libre et une économie de développement » et revendique une sortie planifiée de l'économie arachidière. Cette déclaration, à caractère souverainiste, heurte les intérêts français et inquiète les puissants marabouts qui interviennent dans le marché de l’arachide. Cela motive Senghor à demander à ses amis députés de déposer une motion de censure contre le gouvernement. Jugeant cette motion irrecevable, Mamadou Dia tente d'empêcher son examen par l'Assemblée nationale au profit du Conseil national du parti, en faisant évacuer la chambre le 17 décembre et en faisant empêcher son accès par la gendarmerie. Malgré ce qui est qualifié de « tentative de coup d'État » et l'arrestation de quatre députés, la motion est votée dans l'après-midi au domicile du président de l'Assemblée nationale, Lamine Guèye.
Mamadou Dia et Valdiodio N'diaye sont arrêtés le lendemain par un détachement de paras-commandos, avec trois autres ministres, Ibrahima Sar, Joseph Mbaye et Alioune Tall. Ils sont traduits devant la Haute Cour de justice du Sénégal du 9 au 13 mai 1963 ; alors que le procureur général ne requiert aucune peine, Mamadou Dia est condamné à la prison à perpétuité tandis que Valdiodio N'diaye et les autres ministres coaccusés sont condamnés à 20 ans d'emprisonnement. Ils seront détenus au centre spécial de détention de Kédougou (Sénégal oriental). Le procureur général de l'époque, Ousmane Camara, revient sur le déroulement du procès dans une autobiographie publiée en 2010 : « Je sais que cette haute cour de justice, par essence et par sa composition, (ndlr : on y retrouve des députés ayant voté la motion de censure), a déjà prononcé sa sentence, avant même l’ouverture du procès (...) La participation de magistrats que sont le Président (Ousmane Goundiam), le juge d’instruction (Abdoulaye Diop) et le procureur général ne sert qu’à couvrir du manteau de la légalité une exécution sommaire déjà programmée ».
Lors de leur incarcération, des personnalités comme Jean-Paul Sartre, le pape Jean XXIII ou encore François Mitterrand demandent leur libération. Mais Senghor reste sourd jusqu'au 27 mars 1974, année à laquelle il décide de les gracier et de les libérer. Ils sont amnistiés en avril 1976, un mois avant le rétablissement du multipartisme au Sénégal. Parmi leurs avocats durant cette période, on compte Abdoulaye Wade et Robert Badinter ; ce dernier sera même l'avocat personnel de Valdiodio N'diaye. Cet épisode dramatique de l'Histoire du Sénégal reste encore aujourd'hui un sujet délicat car beaucoup s'interrogent sur le sens de cette élimination dans un pays naissant qui passait alors pour un modèle de démocratie.

### Après sa libération
Après sa libération en 1974, Valdiodio N'diaye reprend sa carrière d'avocat à Dakar.
En 1981, il participe à la fondation du Mouvement démocratique populaire (MDP) avec Mamadou Dia, mais s'éloigne de celui-ci en 1983 et rejoint le Parti socialiste (PS). Lors de l'élection présidentielle sénégalaise de 1983, il apporte son soutien au président sortant Abdou Diouf.
Il meurt l'année suivante, le 5 mai 1984 à l'Hôpital principal de Dakar ; il est inhumé à Kaolack, dont il fut pendant longtemps le maire. Son épouse, Claire Onrozat, décéde à l'âge de 96 ans à Dakar le 25 janvier 2019 ; déjà chevalier, elle est décorée, à titre posthume, de l'insigne de commandeur de l'ordre national du Lion par le président Macky Sall.

## Hommages et postérité
Un grand lycée de Kaolack porte son nom, et la Place de l'Indépendance de Dakar devrait prochainement porter son nom, selon un vote du conseil municipal de Dakar en date du printemps 2011.

## Galerie

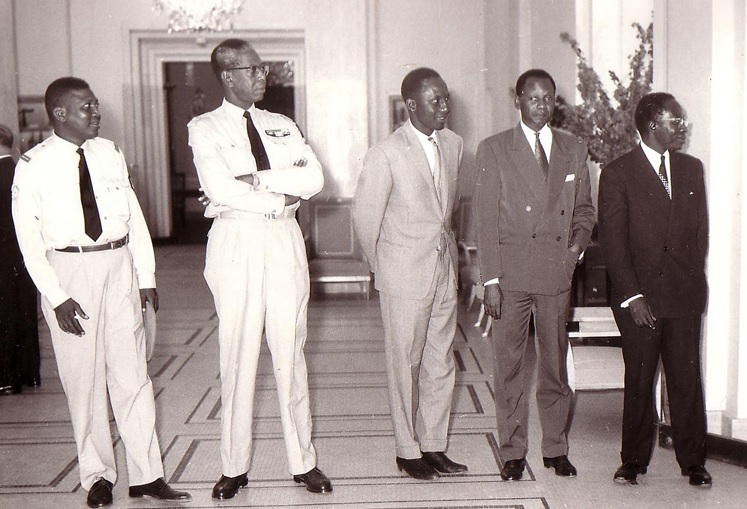
Réception au Palais de la République du Sénégal (1960) - x, Général Amadou Fall, Valdiodio N'diaye, Mamadou Dia, Léopold Sédar Senghor

### Filmographie
: document utilisé comme source pour la rédaction de cet article.
- Valdiodio N'Diaye : l'indépendance du Sénégal, un film de Eric Cloué et Amina N'Diaye Leclerc, Médiathèque des Trois Mondes, 2000, 120 min
- Les hommes de l'indépendance : Valdiodio N'Diaye, Centre national de la cinématographie, 2003
- Président Dia, un film de William Mbaye, Les Films Mama Yandé et Ina, 2013, 50 min - [vidéo] Visionner la vidéo sur Vimeo
- Valdiodio N'Diaye, un procès pour l'Histoire, un film d'Amina N'Diaye Leclerc, 2021, 86 minutes, en sélection en compétition au FESPACO 2021.